# Nieuw Texas
Nieuw Texas is een komische televisieserie die vanaf 18 maart 2015 te zien was op de Vlaamse televisiezender Eén. De regie lag in handen van Jeroen Dumoulein en Dries Vos. Scenarioschrijvers waren Pieter Van Huyck, Bram Renders, Erhan Demirci, Koen Sonck en Dimitri Sakelaropolus. De serie werd geproduceerd door Eén en Zodiak Belgium.

## Verhaal
Vier broers komen samen om het kerstfeest te vieren bij hun vader, de weduwnaar Ludo Vrancken. Ze ruziën een hele avond en de vader overlijdt plots door de opwinding na een hartaanval. Bij de opening van het testament bij de notaris, vernemen de zonen Vrancken plots dat hun vader rijker was dan verwacht en komen ze onder voorwaarden in het bezit van een oud landhuis, een voormalige directeurswoning. De vader had als mijnwerker in Limburg na de mijnsluiting zijn ontslagpremie gebruikt voor de aankoop. Omdat de vader zijn kinderen door en door kende, en vurig hoopte de familie bijeen te houden, gaf hij hen bij monde van de notaris evenwel de opdracht om een jaar lang onder één dak te wonen met hun respectievelijke partners. Pas na dit jaar zal het landhuis hun eigendom worden.
De vier zonen, in hun jeugd in de mijnwerkerswijk berucht geraakt als de Daltons omwille van kwajongensstreken, gekibbel maar ook een hechte broederband werden na het overlijden van hun Italiaanse moeder in 1991 opgevoed door hun vader, weduwnaar, die na het overlijden van zijn vrouw ook wegtrok uit de cité en als arbeider in een andere stad ging werken en wonen.
Zoon Jan is een ambitieuze man geworden, ambtenaar bij de groendienst, en gehuwd met de wat naïeve Irena, een kleuterleidster. Fons is dan weer eerder een sjoemelaar en zoekt zijn weg als 'zakenman', en is verliefd op de Turkse Nur, een schoonheidsspecialiste. Stan is een twijfelaar en heeft een relatie met de eerder serieuze Kato. Broer Peter is mecanicien van beroep met een passie te leven van zijn DJ inkomsten ten slotte is de oudste van de vier en is eeuwig verliefd, maar zonder vaste relatie. In flashbacks komt ook de overleden vader in beeld.
Aflevering na aflevering krijgt de kijker te zien hoe gewoontes, ego's en ambities van de vier karaktervolle broers én hun partners de opdracht samen te wonen bijna doen mislukken. Ze dopen het huis tijdens hun samenleven Nieuw Texas, naar de Genkse mijnwerkerscité Nieuw-Texas waar ze opgroeiden.

## Productie
Het landhuis dat in de serie de inzet van de erfeniskwestie uitmaakt is eigenlijk Villa De Rycke, de toenmalige zetel van het Vredegerecht van het kanton Zottegem, gelegen in de Grotenbergestraat in die gemeente.

## Vertolking
- David Cantens als Peter Vrancken
- Tom Audenaert als Jan Vrancken
- Bert Haelvoet als Fons Vrancken
- Joren Seldeslachts als Stan Vrancken
- Jits Van Belle als Irena
- Anke Frédérick als Nur
- Frances Lefebure als Kato
- Tom Waes als vader Ludo Vrancken (jong)
- Jan Decleir als vader Ludo Vrancken (oud)
- Evert Van Ransbeeck als Peter Vrancken (jong)
- Lowie Pattyn als Stan Vrancken (jong)
- Thomas De Smet als Jan Vrancken (jong)
- Louis Lemmens als Fons Vrancken (jong)

Gastrollen:
- Robbie Cleiren, Hilde De Baerdemaeker, Jelle De Beule, Tine Embrechts, Guga Baúl, Robrecht Vanden Thoren, Nico Sturm, Liesa Naert, Annick Christiaens en Dirk Van Dijck.
- De bijrol van Tess wordt vertolkt door Ellen Schoeters.